# Notker Balbulus
Notker Balbulus (též Notger či Notker ze St. Gallenu; asi 840, Elgg nebo Jonschwil – 912, opatství svatého Havla) byl benediktinský mnich a učenec, dnes katolickou církví uctívaný jako blahoslavený.

## Život
Notker pocházel z Heiligau nedaleko Svatého Havla ve Švýcarsku. Od mládí trpěl vadou řeči (odtud jeho přezdívka Balbulus – koktavec).
Vstoupil do benediktinského opatství svatého Havla, kde přijal službu knihovníka. Nabyl značného vzdělání. Psal hagiografickou literaturu a věnoval se hudbě. Rovněž psal básnické texty. Proslul nejen učeností, ale zároveň laskavostí a pokorou.
Zemřel v roce 912. Beatifikován byl papežem Juliem II. v roce 1512. Je uctíván jako patron dětí s vadami řeči a patron hudebníků.

## Dílo
- De musica et symphonica (O hudbě a souzvuku)
- Liber hymnorum (Kniha hymnů)
- Media vita in morte sumus (Uprostřed života jsme ve smrti, hymnus)
- Vita sancti Galli (Život sv. Havla)
- Sermo sancti Galli (Kázání svatého Havla)
- De sancto Stephano (O svatém Štěpánovi)
- Gesta Karoli Magni (Skutky Karla Velikého)